# Dolnje Cerovo
Dolnje Cerovo este o localitate din comuna Brda, Slovenia, cu o populație de 140 de locuitori.